# John Updike
John Hoyer Updike (18. marts 1932 i Reading, Pennsylvania – 27. januar 2009 i Beverly, Massachusetts) var en amerikansk forfatter og digter.
Hans værker blev udgivet i The New Yorker siden 1954. Han vandt Pulitzerprisen for Rabbit is Rich i 1981 og for Rabbit at Rest i 1990.

## Udvalgt bibliografi

### Romaner
- Rabbit, Run (1960), da. Hare Hop (1963)
- Rabbit Redux (1971)
- Rabbit Is Rich (1981)
- The Witches of Eastwick (1984, filmatiseret 1987)
- Rabbit At Rest (1990)
- Gertrude and Claudius (2000, en forløber til Hamlet)
- Rabbit Remembered (2001)
- Terrorist (2006), samme titel på dansk